# IC 3805
IC 3805 је двојна звијезда у сазвјежђу Ловачки пси која се налази на листи објеката дубоког неба у Индекс каталогу.
Деклинација објекта је + 38° 15' 15" а ректасцензија 12h 48m 42,4s.